# Oberauroff
Oberauroff ist ein Stadtteil von Idstein im südhessischen Rheingau-Taunus-Kreis. 

## Geographische Lage
Das Dorf liegt im Auroffer Grund am Auroffer Bach westlich der Kernstadt Idstein, von dieser durch einen Höhenrücken mit dem 403 Meter hohen Rügert und die Bundesautobahn 3 getrennt. Große Teile der Gemarkung sind bewaldet. Die nächstgelegenen Ortschaften neben der Kernstadt im Osten sind Niederauroff im Norden, Ehrenbach im Südwesten und Eschenhahn im Süden. 

## Geschichte

### Chronik
Die älteste bekannte Erwähnung des Orts erfolgte im Jahre 1160 als Urefo. 1230/31 wurde der Ort als superior Urefe, 1253 als superiori Uriphi, 1358 als Urfe und 1409 als Urff erwähnt. Ab 1230/31 ist der Ort unter Graf Heinrich II. ein Teil der Grafschaft Nassau. 1566 wird erstmals urkundlich der Name Oberauroff verwendet.
Um 1650 ist Oberauroff Mittelpunkt des Gerichtes Auroffer Grund.

### Gebietsreform
Im Zuge der Gebietsreform in Hessen wurde die Gemeinde Oberauroff zum 1. Januar 1977 kraft Landesgesetz nach Idstein eingegliedert. Für den Stadtteil Oberauroff wurde, wie für die übrigen Stadtteile von Idstein, ein Ortsbezirk mit Ortsbeirat und Ortsvorsteher nach der Hessischen Gemeindeordnung eingerichtet.

### Territorialgeschichte und Verwaltung im Überblick
Die folgende Liste zeigt im Überblick die Territorien, in denen Oberauroff lag, bzw. die Verwaltungseinheiten, denen es unterstand:
- vor 1721: Heiliges Römisches Reich, Grafschaft Nassau-Idstein, Amt Idstein
- ab 1721: Heiliges Römisches Reich, Grafschaft Nassau-Ottweiler, Amt Idstein
- ab 1728: Heiliges Römisches Reich, Fürstentum Nassau-Usingen, Amt Idstein
- 1787: Heiliges Römisches Reich, Fürstentum Nassau-Usingen, Oberamt oder Herrschaft Idstein
- ab 1806: Herzogtum Nassau, Amt Idstein
- 1812: Herzogtum Nassau, Regierungsbezirk Wiesbaden, Amt Idstein
- ab 1816: Deutscher Bund, Herzogtum Nassau, Amt Wehen
- ab 1849: Deutscher Bund, Herzogtum Nassau, Regierungsbezirk Wiesbaden, Kreisamt Langen-Schwalbach (Justizamt Wehen)
- ab 1854: Deutscher Bund, Herzogtum Nassau, Regierungsbezirk Wiesbaden, Justiz- und Verwaltungsamt Wehen
- ab 1867/68: Königreich Preußen, Provinz Hessen-Nassau, Regierungsbezirk Wiesbaden, Untertaunuskreis (Trennung von Justiz (Amtsgericht Wehen) und Verwaltung)
- ab 1871: Deutsches Reich, Königreich Preußen, Provinz Hessen-Nassau, Regierungsbezirk Wiesbaden, Untertaunuskreis
- ab 1918: Deutsches Reich, Freistaat Preußen, Provinz Hessen-Nassau, Regierungsbezirk Wiesbaden, Untertaunuskreis
- ab 1944: Deutsches Reich, Freistaat Preußen, Provinz Nassau, Untertaunuskreis
- ab 1945: Amerikanische Besatzungszone, Groß-Hessen, Regierungsbezirk Wiesbaden, Untertaunuskreis
- ab 1949: Bundesrepublik Deutschland, Land Hessen (ab 1946), Untertaunuskreis
- ab 1968: Bundesrepublik Deutschland, Regierungsbezirk Darmstadt, Untertaunuskreis
- am 1. Januar 1977 als Stadtteil zu Idstein
- ab 1977: Bundesrepublik Deutschland, Regierungsbezirk Darmstadt, Rheingau-Taunus-Kreis

### Einwohnerentwicklung

#### Einwohnerzahlen
| Quelle: Historisches Ortslexikon |                                  |
| • 1566:                          | 6 Haushaltungen                  |
| • 1609:                          | 7 Haushaltungen                  |
| • 1821:                          | 166 Einwohner (mit Niederauroff) |

| Oberauroff: Einwohnerzahlen von 1834 bis 2020 | Oberauroff: Einwohnerzahlen von 1834 bis 2020 | Oberauroff: Einwohnerzahlen von 1834 bis 2020 | Oberauroff: Einwohnerzahlen von 1834 bis 2020 | Oberauroff: Einwohnerzahlen von 1834 bis 2020 |
| --- | --------------------------------------------- | --------------------------------------------- | --------------------------------------------- | --------------------------------------------- |
| Jahr |                                               |                                               |                                               | Einwohner                                     |
| 1834 | 1834                                          |                                               | 97                                            | 97                                            |
| 1840 | 1840                                          |                                               | 93                                            | 93                                            |
| 1846 | 1846                                          |                                               | 91                                            | 91                                            |
| 1852 | 1852                                          |                                               | 100                                           | 100                                           |
| 1858 | 1858                                          |                                               | 93                                            | 93                                            |
| 1864 | 1864                                          |                                               | 93                                            | 93                                            |
| 1871 | 1871                                          |                                               | 90                                            | 90                                            |
| 1875 | 1875                                          |                                               | 105                                           | 105                                           |
| 1885 | 1885                                          |                                               | 99                                            | 99                                            |
| 1895 | 1895                                          |                                               | 92                                            | 92                                            |
| 1905 | 1905                                          |                                               | 96                                            | 96                                            |
| 1910 | 1910                                          |                                               | 99                                            | 99                                            |
| 1925 | 1925                                          |                                               | 97                                            | 97                                            |
| 1939 | 1939                                          |                                               | 125                                           | 125                                           |
| 1946 | 1946                                          |                                               | 186                                           | 186                                           |
| 1950 | 1950                                          |                                               | 173                                           | 173                                           |
| 1956 | 1956                                          |                                               | 163                                           | 163                                           |
| 1961 | 1961                                          |                                               | 195                                           | 195                                           |
| 1967 | 1967                                          |                                               | 215                                           | 215                                           |
| 1970 | 1970                                          |                                               | 222                                           | 222                                           |
| 1980 | 1980                                          |                                               | ?                                             | ?                                             |
| 1990 | 1990                                          |                                               | ?                                             | ?                                             |
| 2000 | 2000                                          |                                               | ?                                             | ?                                             |
| 2011 | 2011                                          |                                               | 291                                           | 291                                           |
| 2014 | 2014                                          |                                               | 333                                           | 333                                           |
| 2020 | 2020                                          |                                               | 350                                           | 350                                           |
| Datenquelle: Historisches Gemeindeverzeichnis für Hessen: Die Bevölkerung der Gemeinden 1834 bis 1967. Wiesbaden: Hessisches Statistisches Landesamt, 1968. Weitere Quellen: LAGIS; Stadt Idstein:; Zensus 2011 |                                               |                                               |                                               |                                               |

#### Einwohnerstruktur
Nach den Erhebungen des Zensus 2011 lebten am Stichtag dem 9. Mai 2011 in Oberauroff 291 Einwohner. Darunter waren 21 (7,2 %) Ausländer.
Nach dem Lebensalter waren 48 Einwohner unter 18 Jahren, 126 zwischen 18 und 49, 57 zwischen 50 und 64 und 60 Einwohner waren älter.
Die Einwohner lebten in 129 Haushalten. Davon waren 33 Singlehaushalte, 36 Paare ohne Kinder und 39 Paare mit Kindern, sowie 15 Alleinerziehende und 6 Wohngemeinschaften. In 21 Haushalten lebten ausschließlich Senioren und in 84 Haushaltungen lebten keine Senioren.

#### Religionszugehörigkeit
| • 1885: | 092 evangelische (= 92,93 %), 7 katholischer (= 7,07 %) Einwohner  |
| • 1961: | 157 evangelische (= 80,51 %), 37 katholische (= 18,97 %) Einwohner |

## Wappen
Das Wappen wurde am 21. Oktober 1969 durch das Hessische Innenministerium genehmigt.
Blasonierung: „In Blau auf grünem Boden ein goldener Eichbaum mit silbernen Eicheln.“
Das Wappen wurde vom Heraldiker Heinz Ritt gestaltet.

## Kulturdenkmäler

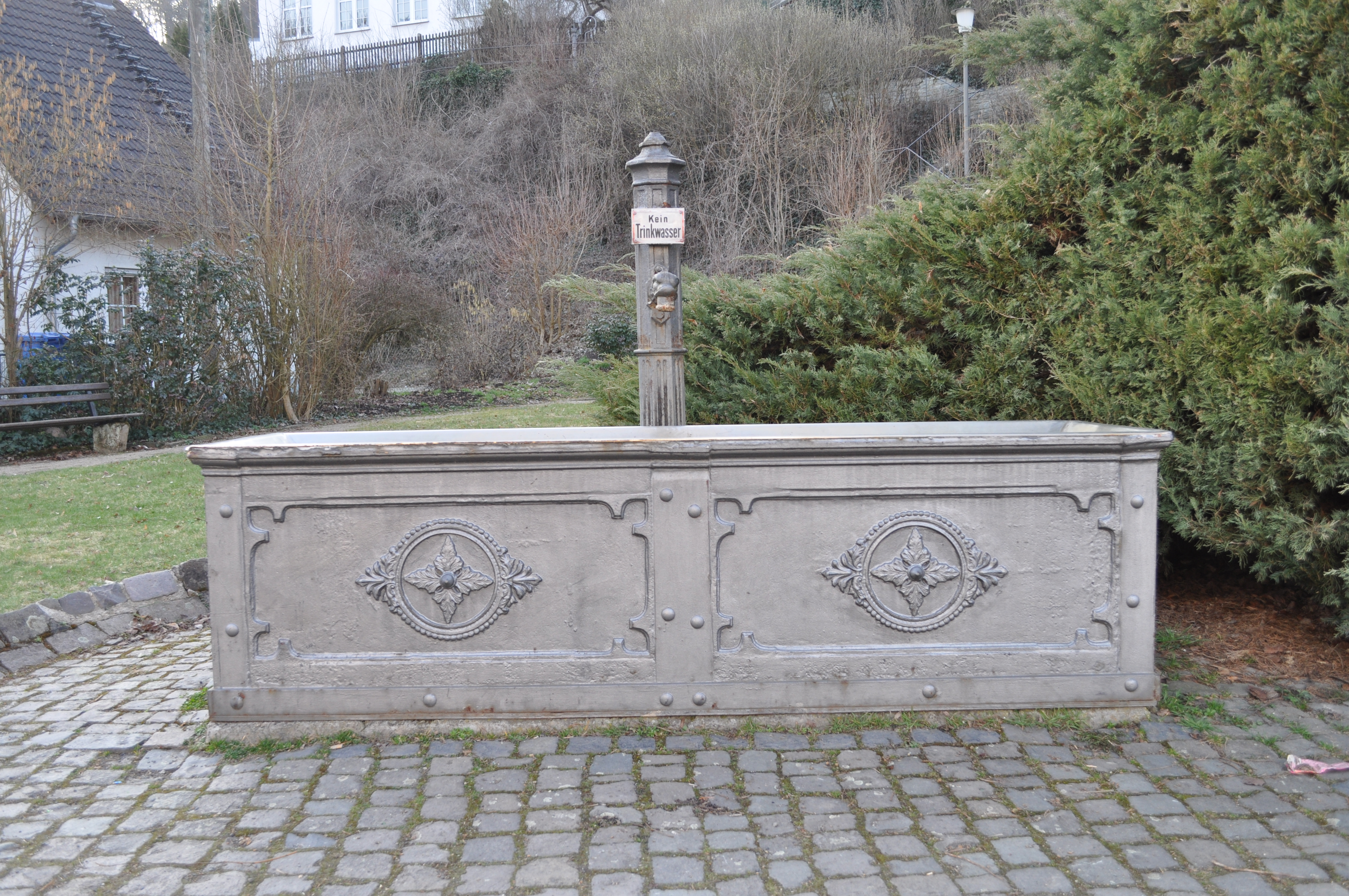
Brunnen in Oberauroff

In Oberauroff steht die Liebfrauenkirche, eine evangelische Pfarrkirche mit romanischem Schiff und spätgotischem Chor. Die Ausstattung ist aus dem 15.–18. Jh.
Der gusseiserne Brunnen in der Straße "Am Dorfbrunnen" wurde 1898 (gemäß Datum an der Schmalseite) möglicherweise in der Michelbacher Hütte hergestellt und steht unter Denkmalschutz. Die Brunnensäule hat einen Wasserauslauf in Form eines Tierkopfes. Er steht an der Freifläche am Aufgang zum Kirchhof.
Für die weiteren Kulturdenkmäler siehe  die Liste der Kulturdenkmäler in Oberauroff.

## Verkehr
Den öffentlichen Personennahverkehr stellt die Buslinie 224 der Rheingau-Taunus-Verkehrsgesellschaft sicher.